# Vallmoll
Vallmoll é um município da Espanha, na comarca do Alt Camp, província de Tarragona, comunidade autónoma da Catalunha. Tem 16,61 km² de área e em 2021 tinha 1 793 habitantes (densidade: 107,9 hab./km²). Limita com os municípios de La Masó, El Morell, Els Garidells, La Secuita, Nulles, Puigpelat e Valls.